# Sage (cómic)
Tessa, también conocida como Sage (Sabia en España), es una personaje que aparece en los cómics estadounidenses publicados por Marvel Comics. Se la ha asociado con mayor frecuencia con los X-Men y el Club Fuego Infernal, a quienes espió para el profesor Charles Xavier.
Sage es una mutante, con habilidades mentales que fue presentada originalmente como asistente personal de Sebastian Shaw del Club Fuego Infernal, pero más tarde se reveló que fue una de las primeras mutantes descubiertas por el profesor Xavier. Ha sido miembro de los equipos de X-Men, Excalibur, los Exiliados y X-Treme X-Men. 
Sage aparece en la serie de televisión The Gifted interpretada por Hayley Lovitt.

## Historial de publicaciones
Tessa apareció por primera vez en The Uncanny X-Men #132 (abril de 1980), y fue creada por Chris Claremont y John Byrne. Inicialmente agente del Club Fuego Infernal, décadas después, se uniría a los X-Men y adoptaría el nombre en clave "Sage" en X-Men #109 (febrero de 2001). Un retcon extendido realizado por Claremont en X-Treme X-Men entre 2002 y 2004 revelaría más tarde que ella siempre había estado trabajando para el Profesor X, sirviendo como espía para él dentro del Club Fuego Infernal.
El personaje pasa a Uncanny X-Men durante la fase de recarga (2004), comenzando con el número 444, pero deja el equipo en el número 455. Más tarde reaparece en New Excalibur (2005-2007) #1-24, miniserie X-Men: Die by the Sword (2007-2008) #1-5, Exiles (vol. 2) #100, New Exiles (2008-2009) #1-18 y un cameo en Exiles (vol. 3) #6.
Vuelve a la carga en X-Treme X-Men (vol. 2) (2012-2013) #6-13, y años después en Uncanny X-Men (vol. 5) (2018) #10, House of X (miniserie) (2019) #1 y X-Force (vol. 6) #1-presente.

## Historia

### Origen
El país de origen de Sage, así como su origen exacto permanecen sin revelarse, pero ella dice haber venido de una región devastada por la guerra. En el momento en que alcanzó la edad adulta, ella vivió en Afganistán. Aunque ella intentó mantenerse al margen de los conflictos entre los rebeldes y el gobierno, tuvo que utilizar sus armas de fuego en contra de cualquier amenaza. Un día, ella sintió una llamada a una cueva mientras era perseguida por los lugareños. Oyó una voz en su cabeza que la guio a lo más profundo de la caverna, donde se encontró con Charles Xavier, que estaba atrapado debajo de un montón de escombros. Sus piernas habían sido aplastadas durante su batalla con el alienígena Lucifer. Xavier sintió que Sage era una mutante, y le explicó lo que significaban sus habilidades. Aunque Sage dice que esto fue aproximadamente al mismo tiempo que localizó a Bestia;en otros relatos encontró a Sage primero.
Sage ayudó a Xavier y trató de llevarlo a un hospital, pero durante su viaje por la montaña se encontraron con un convoy de las Naciones Unidas que había sido brutalmente atacado por unos ladrones. Sage exigió venganza en su nombre y mató a los ladrones, aunque ella misma se despreció por ser tan brutal.

### Club Fuego Infernal
Años más tarde, Sage se reencontró con Xavier, en los tiempos en los que él formó al equipo original de X-Men. En lugar de ser elegida para la primera clase de X-Men, fue enviada a espiar al Club Fuego Infernal. Xavier la envió principalmente para vigilar a Sebastian Shaw, algo que vuelve a perseguirla en los años siguientes.
Mientras trabajaba allí (conocida entonces solo como Tessa), se encontró con Psylocke y Jean Grey, así como con Emma Frost, que en este momento era la Reina Blanca del Club. Ella previno con éxito a Psylocke de mantenerse lejos del Club Fuego Infernal. Sage sintió remordimientos al ser incapaz de evitar la corrupción de Jean en la Reina Negra.Esta transformación fue un factor clave en la creación de Fénix Oscura.
En algún momento durante el tiempo en que Sage estuvo con el Club del Fuego Infernal, Shaw y Emma Frost se atrevieron a invitar al hombre conocido como Elias Bogan ,a apostar en un juego de póquer.A pesar de que no poseía un rango oficial en el Círculo Interno del Club, la telepatía de Bogan lo convirtió en uno de los miembros más importantes y poderosos del Club. Su patrocinio garantizaría el éxito en la organización. Los términos se decidieron en un juego de póker que fue manipulado por Sage para que Bogan perdiera. Por ello Bogan acumuló un profundo rencor hacia ella.
Durante los conflictos de los X-Men con el Club Fuego Infernal, Sage mantiene principalmente un papel de fondo y se ve únicamente como asistente de Shaw, eso si, extraordinariamente inteligente. Su papel se incrementa, cuando ella y Xavier son secuestrados por Donald Pierce, un miembro renegado del club, con rencor contra ambas organizaciones. Sobre la base de las interacciones entre Xavier y Tessa, no está claro si él está ayudando a mantener su cobertura o si siente que ha perdido a su agente, ya que la interacción entre los dos se mantiene impersonal. Los dos son rescatados por el equipo naciente de Nuevos Mutantes, y Tessa toma a Pierce en custodia en nombre del Club Fuego Infernal.
La próxima aparición importante de Sage con los estudiantes de Xavier ocurre meses después, cuando los X-Men y el Club Fuego Infernal estaban cazando a Rachel Summers después de su intento de asesinato contra Selene, la Reina Negra. En medio de su lucha, ambos equipos fueron tomados por sorpresa por Nimrod, un robot cazador de mutantes del futuro.Reconociendo la amenaza inmediata, los dos grupos se unieron y fueron capaces de dañar severamente al Nimrod. Los X-Men y el Club sufrieron grandes pérdidas y se ven obligados a huir de la escena rápidamente. Sage ofreció a Tormenta una alianza temporal de los X-Men con el Club, que más tarde dio lugar a que Magneto y Tormenta en forma conjunta aceptaran los roles de Rey Blanco en el Círculo Interno.

### Después del Club
Magneto poco a poco tuvo una participación más activa con el Club Fuego Infernal después de la supuesta muerte de los X-Men en Dallas. Las tensiones entre Magneto y Sebastián Shaw fueron creciendo hasta que, finalmente, Magneto destituye a Shaw del grupo. A pesar de esto, Sage se quedó con el Club Fuego Infernal, aunque después de su partida, su papel disminuye. Poco después, los Upstarts iniciaron la cacería de los líderes mutantes, comenzando con los líderes actuales y anteriores del Círculo Interno del Club. Shinobi Shaw aparentemente asesina a su padre, Sebastián, y Emma Frost, cae en estado de coma. Sage continúa sirviendo como ayudante de Shinobi, y comenzó a utilizar sus habilidades telepáticas de manera más abierta. No obstante, poco después ambos dejan de trabajar juntos.
Sebastian Shaw regresó después de un largo período de recuperación con el mutante extradimensional Holocausto a su lado. Buscando ayuda para controlar a este poderoso mutante, Shaw llama a Tessa nuevamente a su servicio. Sus habilidades telepáticas menores pueden mantenerlo bajo control ya que la mayoría de los telépatas en su realidad nativa habían sido asesinados y él no había desarrollado defensas psíquicas.Sin embargo, los dos pierden el Holocausto cuando Onslaught decide que necesita ese mutante para sus propios fines. Selene y su nueva esclava amnésica Madelyne Pryor se unen a Shaw para recuperar sus roles en el Club Fuego Infernal. Sospechando de Pryor, Tessa intenta sondearla telepáticamente mientras duerme, despertando sin saberlo los recuerdos de Madelyne sobre su trágica vida y su primera muerte con los X-Men. Tessa rápidamente se siente abrumada y casi muere. Lo único que detiene a Madelyne es que el asesinato de Tessa habría causado complicaciones innecesarias. En cambio, Pryor simplemente elimina todo recuerdo del conflicto.

### Brecha de seis meses
Aunque habían pasado años desde que Tessa lo había burlado, Bogan secuestra a Sage y la domina mentalmente. Esta posesión marca permanentemente su mente. Bogan le ofrece a Tessa devolverle a Shaw todo lo que tiene. Shaw se niega y corta sus lazos con Tessa. Sin embargo, los X-Men se dan cuenta de la situación de Tessa y Tormenta puede rescatarla.
En agradecimiento, se queda con los X-Men, principalmente como apoyo, y reanuda el uso del nombre Sage. Temerosa de la dominación mental por parte de Bogan u otro telépata poderoso, Sage renunció al uso de su poder telepático y centró su fuerza de voluntad en mantener sus escudos mentales. Con los X-Men, Sage actúa como una computadora viviente, capaz de recordar todo lo que ve y oye, y proporciona análisis.

### X-Treme X-Men
Después de que los X-Men descubren los diarios proféticos de Destiny, Tormenta forma un grupo que sale de la Mansión X para encontrar los volúmenes que faltan. Sage es uno de sus primeras reclutas.Mientras que el equipo X-Treme X-Men principalmente hizo uso de sus habilidades analíticas, su poder mutante de "activar" a otros mutantes, fueron cruciales para salvar la vida de Bestia, y darle su forma felina actual;permitió a Rogue controlar sus poderes de forma temporal; la restauración de los poderes de Gambito, y el desbloqueo de los latentes poderes de teletransportación de Slipstream.Durante este período formó una sólida relación de trabajo con Bishop en la resolución de casos especiales, sobre todo cuando los dos volvieron brevemente a la Mansión X para ayudar a investigar el intento de asesinato contra Emma Frost.
Después de que se determina que las profecías de los diarios son (aparentemente) inválidas, el grupo aún permanece separado del equipo principal de X-Men debido a diferencias de filosofía con Xavier. Storm solicita a varios gobiernos del mundo el reconocimiento oficial como una unidad mutante para vigilar la actividad mutante.Con esta autoridad, su unidad se denomina X-Tremas Sanciones Ejecutivas (X-S.E.), y Sage se convierte en oficial de esta unidad.Aunque inicialmente más móvil, el X.S.E. finalmente regresa a la Mansión X como su base de operaciones. La permanencia de Sage en el equipo termina abruptamente cuando se reincorpora al Club Fuego Infernal para vigilar a Sunspot (quien se ha convertido en el nuevo Lord Imperial) y asegurarse de que el poder no lo corrompa como lo fue Sebastian.

### Nuevo Excalibur
Por razones todavía desconocidas, Sage abandonó a Mancha solar y viajó a Inglaterra para unir fuerzas con el recién reformado Excalibur. Ella les ayuda en varias misiones, como la lucha contra el Rey Sombray el retorno a la antigua Camelot para evitar que sea destruido prematuramente. En un uso más útil de sus habilidades psíquicas, Sage es vital para que su compañera de equipo, Nocturna se recupere de un derrame cerebral.
Para aprender más sobre un nuevo y misterioso enemigo, Albion, y frustrar su intento de conquistar Britania, Sage crea la nueva identidad y personalidad de Diana Fox. Esta persona parece estar totalmente dedicada a Albion y sus objetivos. Sin embargo, esto molesta a su compañera de equipo Wisdom, ya que teme que ella pueda fallar en la misión, similar a su tiempo con el Club Fuego Infernal.Su personaje de Diana Fox asciende en el rango de Capitanes de las Sombras de Albion como Britannia y desarrolla una rivalidad con Lionheart. Al igual que el resto del ejército de Albion, Sage recibe un traje que enfatiza su lealtad, además de equiparla con vuelo y fuerza física sobrehumana. Aunque tiene la oportunidad de matar a Albion, uno de los propósitos de su infiltración, recibe un pulso errante de un objeto antiguo utilizado por Albion para extinguir el poder en Inglaterra. Aunque Lionheart sospecha su traición, Albion cree que solo intentaba protegerlo.
Los temores de Wisdom se hacen realidad después de esto, cuando la personalidad de Diana Fox toma el control total y Sage se compromete completamente al lado de Albion. Durante este tiempo, mata a dos de los antiguos aliados de New Excalibur en Shadow-X, Dark Cyclops y Dark Beast. Una confrontación directa con sus compañeros de equipo en New Excalibur ayuda a reafirmar la personalidad original de Sage. Junto con New Excalibur, Shadow-X y ahora Lionheart, Sage derrota a Albion y sus Shadow Captains.

### X-Men: Muere por la espada y Nuevos Exiles
Inmediatamente después de la derrota de los Capitanes de las Sombras, se lleva a cabo una fiesta en honor a Excalibur. Mientras el equipo disfruta de la fiesta, Sage se siente culpable por sus acciones. La fiesta es repentinamente interrumpida por miembros de los Exiles; Psylocke y un Thunderbird de un universo alternativo. Luego son atacados por Rouge-Mort y se ven envueltos en una batalla por la seguridad del Multiverso contra un psicótico Merlín y La Furia. Unen fuerzas con el resto de los exiliados, Roma y el Captain Britain Corps. El equipo derrota a Merlín, pero no antes de que él logre matar a Roma.
Antes de su muerte, Roma se las arregla para transmitir todo su conocimiento sobre el Omniverso en la mente de Sage, lo que la hizo sentirse abrumada, y temerosa por su salud mental. Temerosa de lo que pasaría si alguien en la Tierra cada vez adquiriera el conocimiento que ahora poseía, Sage se une a los Exiles.Sufre alucinaciones que mezclan sus propios recuerdos con la información que le pasó Roma;Además, la personalidad de Diana Fox resurge e intenta tomar el control una vez más.
Mientras los otros Exiles van a misiones, Sage permanece en gran medida en su base de operaciones, luchando tenazmente contra los efectos de los recuerdos de Roma y de Diana Fox todos los días hasta que cae exhausta. Se niega a perder la posesión de su mente, cuerpo y alma. Por un tiempo logra calmar a los fantasmas, sin embargo, Diana Fox sigue siendo una presencia agresiva en la mente de Sage, luchando contra ella por el control.
Mientras desvía su atención para analizar la capacidad incontrolada de Cat de "en cascada" a través de diferentes versiones alternativas de sí misma y la conexión empática de Cat con el Palacio de Cristal, los fantasmas en la mente de Sage se liberan de su prisión mental. Sage decide enfrentarlos a ellos y a Diana de una vez por todas. Durante su lucha, se une a Cat, que había estado tratando de encontrar una manera de curar al Multiverso moribundo. Sage le dice a Cat que probablemente esté demasiado cerca de la situación y que es hora de tener una mente fresca y una nueva perspectiva. Ella envía a Cat para que se una al resto del equipo y se prepara para encontrar respuestas, justo cuando aparece Diana Fox con ganas de pelear.
Sage y Diana luchan entre sí pero ninguno cede; están demasiado igualados y son igualmente tercos. Mientras luchen entre sí, no podrán derrotar a los fantasmas. Las mujeres deciden formar equipo contra una amenaza mayor: el regreso de Merlín. Durante las batallas, Sage y Diana se comprenden mejor entre sí y sus motivos.
Merlín casi mata a Sage. Sabiendo que nunca podrá encontrar respuestas al colapso del Multiverso como podría hacerlo Sage, Diana decide sacrificarse para revivir a Sage por el bien común. Sage reabsorbe a Diana y destruye la versión malvada de Merlín. Luego, Sage sigue sus instintos y se fusiona con el Palacio de Cristal, un acto que estabiliza el Multiverso. Este destino estaba destinado a Cat, pero al ser demasiado joven y estar demasiado asustada, no pudo soportarlo. A partir de entonces, cuando los Nuevos Exiliados se comunican con el Palacio de Cristal, no se dirigen a una computadora, sino a un ser vivo: Sage.Sage fue visto una vez más en el Palacio de Cristal. Sin embargo, parece haber sido absorbida permanentemente y en estado de coma junto con su equipo de Exiles.

### Regreso a X-Treme X-Men
Al igual que Sabretooth, aparentemente fue rescatada, revivida o separada, ya que más tarde se la vio ayudando a Dazzler y a un Wolverine de realidad alternativa a rescatar una versión infantil de Nightcrawler de los robots de otra realidad alternativa.A partir de la conclusión de la historia de "X-Termination", Sage regresó a la Tierra-616.

### Regreso a los X-Men y Krakoa
En 2018, Sage hace un cameo en la historia de 10 partes X-Men Disassembled cuando Jean Grey contacta a varios telépatas para derrotar a un X-Man empoderado (Nate Grey).A mediados o finales de 2019, es estrella invitada en la miniserie dual House of X y Powers of X, escrita por Jonathan Hickman.En el nuevo statu quo de los títulos X, Dawn of X, el personaje es parte del elenco del relanzamiento de X-Force (2019),y tiene cameos en otros títulos contemporáneos.En Krakoa, ella trabaja con Doug Ramsey para establecer el sistema de tránsito de Krakoa para permitir que los mutantes lleguen a la isla.

## Poderes y habilidades
Sage es una mutante cuya mente funciona de la misma forma que una supercomputadora. Su mente tiene una capacidad de almacenamiento ilimitada y es capaz de recordar inmediatamente cualquier información que haya almacenado con perfecta claridad. La velocidad de sus pensamientos le permite analizar su entorno en busca de información en un instante y rastrear la probabilidad de un evento juntando los datos almacenados y adquiridos. Es capaz de realizar múltiples funciones a la vez asignando una parte de su cerebro a cada tarea: Sage puede reproducir una película que ha visto en su mente, jugar una partida de ajedrez en Internet y concentrarse en luchar contra un oponente simultáneamente sin que nadie lo haga. tarea distrayéndola de otra. El control de Sage sobre su mente le da control total de su propio cuerpo. Ella es capaz de recrear perfectamente acciones físicas que ha visto una vez (siempre que estén dentro de sus parámetros físicos) y puede controlar sus funciones corporales hasta cierto punto, como detener su corazón o respirar durante el tiempo que sea seguro.
Sage también es capaz de "ver" el código genético de una persona, leyendo sus secuencias de ADN en busca de mutaciones latentes y manifestadas. Esto le permite identificar mutantes y comprender cómo funcionan sus poderes más a fondo que ellos mismos. Sage es capaz de evolucionar selectivamente rasgos genéticos existentes, así como de catalizar el potencial genético sin explotar de mutantes latentes. Una vez iniciado, el procedimiento es irreversible y, a menudo, puede provocar efectos secundarios impredecibles.
Sage posee cierto grado de habilidad telepática, lo que le permite comunicarse con otros a distancias cortas, proyectar explosiones de energía psiónica, crear ilusiones y liberar una forma astral dentro de un rango limitado. Al desactivar su telepatía, puede crear un cortafuego psíquico que bloquea todo tipo de intrusión mental. El cortafuegos se puede utilizar para desviar un ataque psíquico hacia su origen.
Sage es experta en artes marciales y es una formidable combatiente cuerpo a cuerpo gracias a que tiene un control consciente completo sobre su propio cuerpo. Sus habilidades analíticas y su facilidad con la probabilidad también se extienden a situaciones de combate, permitiéndole predecir los ataques de un oponente e iniciar el contraataque óptimo. Sage también es autodidacta en una amplia gama de armas de fuego, que puede utilizar con considerable habilidad y precisión. Su mente parecida a una computadora le facilita aprender nuevas habilidades e idiomas.
Durante su fusión con el hogar de los Exiliados, el antiguo Panoptichron (también conocido como el "Palacio de Cristal") Sage obtuvo acceso a todas sus funciones. Podía proyectar su imagen como un holograma, así como como un cuerpo sólido. Poseía conciencia del entorno del Palacio y podía teletransportar objetos y seres vivos desde cualquier Tierra en el Multiverso.

### Equipamiento
- Sage utiliza un par de gafas de sol cibernéticas que le permiten acceder e interactuar con computadoras y redes de datos.
- Con frecuencia porta y usa armas de fuego y armas blancas, y es muy hábil en su uso. Sus armas de fuego a veces están cargadas con munición paralizante.

## Recepción
- En 2014, Entertainment Weekly clasificó a Sage en el puesto 60 en su lista "Clasifiquemos a todos los X-Man".[46]

## Otras versiones

### Mangaverso
En X-Men Ronin, Tessa es parte del Club Fuego Infernal, la hija del Profesor X y hermana de Emma Frost.

### What If?
En el especial What If, "What if.. Magneto and Professor X had formed the X-Men together?" se representó una versión alternativa de Sage.
En un mundo alternativo donde los caminos del Profesor Xavier y Magneto no se separaron, ambos hombres encontraron a Sage y nunca fue enviado a espiar a Sebastian Shaw en el Club Fuego Infernal. Como resultado, Sage nunca ayudó al Shaw de ese mundo a ganar su apuesta con Bogan, y Shaw perdió a Emma Frost ante Bogan. Como Xavier tenía a Sage cerca para encontrarle otros mutantes, nunca desarrolló su computadora de seguimiento de mutantes, Cerebro. 
Cuando Xavier finalmente comenzó a desarrollar Cerebro, usó Sage para realizar una prueba beta, comparando las lecturas del dispositivo con las lecturas logradas con el propio poder mutante de Sage. En esta línea de tiempo, Sage se desempeñó como asistente ejecutiva del profesor Xavier. 

### Nuevos X-Men
En el segundo volumen de New X-Men, se muestra un futuro alternativo donde Prodigio conserva el conocimiento que absorbe telepáticamente; Se muestra que Sage es la secretaria de Prodigio. Ella es responsable de convencer a Jeffrey Garrett de que destruya China y de la muerte de Jay Guthrie en esta línea de tiempo alternativa.

### X-Men: El fin
En el futuro alternativo presentado en la serie de libros X-Men: The End. X-23, M y Iceman son enviados a Hong Kong para localizar y capturar al miembro renegado de X.S.E., Sage. Sin embargo, Sage usa sus considerables habilidades de espionaje para tender una emboscada a X-23, colocándole la gargantilla de Malicia en su cuello que abruma temporalmente a X-23. Sage ha estado usando la gargantilla para recopilar tanta información de tantas personas como pueda con la esperanza de eventualmente tener acceso a todo el conocimiento/información del mundo. Sage se quita la gargantilla e intenta huir justo cuando llega Iceman y la congela, lo que permite al grupo detenerla de forma segura.

## Apariciones en otros medios

### Novela
- En la versión novelizada de X-Men: The Last Stand Sage es una nueva estudiante en la Mansión X entrenada por Wolverine, junto con Bala de Cañón, Danielle Moonstar y Gambito.

### Televisión
- Sage aparece en la serie de televisión en vivo, The Gifted, donde la interpreta Hayley Lovitt. En la serie ella era un exmiembro de Mutante Subterráneo habiendo estado sin hogar; hasta que lo reclutaron Lorna Dane y John Proudstar; hasta que una redada de Industrias Trask y Servicios Centinela destruyó una casa de seguridad. Sage y Esme Frost (con sus hermanas) planeaban traer de vuelta al Club Fuego Infernal bajo Reeva Payge para combatir el programa Sabuesos Trask; hasta que es asesinada por ella en la segunda temporada. Fiel a su contraparte cómica, tiene una mente de supercomputadora y es utilizada como analista informática.